# Grupa Kociołek
Grupa Kociołek – polski zespół muzyczny z nurtu poezji śpiewanej, założony 22 lutego 1969 przez studentów przewodników z krakowskiego Studenckiego Koła Przewodników Górskich oraz  Kręgu Instruktorskiego ZHP przy Uniwersytecie Jagiellońskim. 

## Historia
„Grupa Kociołek”, zwana też „Kociołek”, pisząca i wykonująca utwory należące do nurtu piosenki poetyckiej, powstała w Krakowie w czasach studenckich jej założycieli. Grupa wywodzi się z Kręgu Instruktorskiego ZHP przy Uniwersytecie Jagiellońskim i środowiska studentów przewodników z krakowskiego Studenckiego Koła Przewodników Górskich.
W 1969 r. na II Ogólnopolskiej Turystycznej Giełdzie Piosenki Studenckiej  w Szklarskiej Porębie autorska piosenka Andrzeja Mroza "Od Turbacza" zdobyła Grand Prix. W 1970 r. Grupa Kociołek otrzymała Grand Prix za piosenkę "Pusto w Gorcach" (słowa Wojciech Gawlik, muzyka Grzegorz Giermek). W 1971 r. Grand Prix (jedna z czterech równorzędnych nagród) otrzymała piosenka Ostatni studencki rajd (słowa Anna Szaleńcowa, muzyka Anna Szaleńcowa, Andrzej Mróz). 
Powiększająca się z roku na rok grupa występowała też na innych przeglądach piosenki studenckiej (Bazuna, Yapa, OSPA, Gorcstok), jak też w radio i telewizji. Wydała też kilka śpiewników z tekstami i muzyką (Piosenki Kociołka 1979, W górach 1987,  Z moją gitarą - Piosenki Andrzeja Mroza. )

## Dyskografia grupy
1. zbiorowo: 
1. Od Turbacza. Andrzej Mróz, Anna Szaleńcowa, Grupa Kociołek, Andrzej Lamers (2000)[8]

2. Andrzej Mróz (z żoną Marylą Lankosz-Mróz i zaprzyjaźnionymi muzykami):
1. Na gorczańskiej cichej hali (2000)[9]
2. Dla przyjaciół (2006[10])
3. Pejzaż z kolędą (2008)[11]
4. Magia gór (dwupłytowy album 2012)[12]

3. Anna Szaleńcowa (wraz z synem Maciejem)
1. Śpiewajmy Dzieciątku. Kolędy i pastorałki (2013)[13][14]
2. Biegłaś zboczem (2015)[15]